# Конинский повет
Конинский повет (пол. Powiat koniński) — повет (район) в Польше, входит как административная единица в Великопольское воеводство. Центр повета — город Конин (в состав повета не входит). Занимает площадь 1578,71 км². Население — 129 273 человека (на 31 декабря 2015 года).

## Административное деление
- города: Голина, Клечев, Рыхвал, Сомпольно, Слесин
- городско-сельские гмины: Гмина Голина, Гмина Клечев, Гмина Рыхвал, Гмина Сомпольно, Гмина Слесин
- сельские гмины: Гмина Гродзец, Гмина Казимеж-Бискупи, Гмина Крамск, Гмина Кшимув, Гмина Жгув, Гмина Скульск, Гмина Старе-Място, Гмина Вежбинек, Гмина Вильчин

## Демография
Население повета дано на 31 декабря 2015 года.
| Перепись            | Всего  | Мужчины | Женщины |
| ------------------- | ------ | ------- | ------- |
| Всего               | 129273 | 64238   | 65035   |
| Городское население | 17854  | 8753    | 9101    |
| Сельское население  | 111419 | 55485   | 56934   |